# Serenade to Music
Serenade to Music è un'opera musicale di Ralph Vaughan Williams per 16 voci soliste e orchestra, composta nel 1938. Il testo è un adattamento della discussione sulla musica e sulla musica delle sfere nell'atto V, scena 1 de Il mercante di Venezia di William Shakespeare. In seguito Vaughan Williams arrangiò il pezzo in versioni per coro e orchestra e per violino solista e orchestra. Dura circa 13 minuti.

## Storia
Vaughan Williams scrisse il pezzo in omaggio al direttore d'orchestra Sir Henry Wood, in occasione del cinquantesimo anniversario del primo concerto di Wood. Le parti soliste furono messe insieme appositamente per le voci di sedici grandi cantanti britannici scelti da Wood e dal compositore. In alcune parti del lavoro, i solisti cantano insieme come un "coro", addirittura in ben dodici parti; in altre parti a ciascun solista viene assegnato un assolo (alcuni solisti hanno più assoli). La partitura pubblicata pone le iniziali di ciascun solista accanto alle sue battute.
Wood diresse la prima esecuzione al suo concerto giubilare alla Royal Albert Hall il 5 ottobre 1938. L'orchestra comprendeva musicisti di tre orchestre londinesi: la London Symphony Orchestra, la BBC Symphony Orchestra e la London Philharmonic Orchestra. I solisti erano:
| Soprani:   | Isobel Baillie, Lilian Stiles-Allen, Elsie Suddaby, Eva Turner |
| Contralti: | Muriel Brunskill, Astra Desmond, Mary Jarred, Margaret Balfour |
| Tenori:    | Heddle Nash, Frank Titterton, Walter Widdop, Parry Jones       |
| Baritoni:  | Harold Williams, Roy Henderson                                 |
| Bassi:     | Robert Easton, Norman Allin                                    |

Sergei Rachmaninoff suonò nella prima metà del concerto come solista nel suo concerto per pianoforte n. 2; quando sentì la Serenata dal suo posto nel pubblico, fu così sopraffatto dalla bellezza della musica che pianse.
Il 15 ottobre 1938 Wood realizzò la prima registrazione (con gli stessi solisti e la BBC Symphony Orchestra) presso l'Abbey Road Studio n. 1 dell'HMV. Vaughan Williams e HMV donarono le tasse sul copyright ricevute dalle vendite dei dischi iniziali all'Henry Wood Jubilee Fund, che era stato istituito per dotare i letti di ospedale di Londra a favore dei musicisti orchestrali britannici.
Vaughan Williams, rendendosi conto della difficoltà di riunire sedici solisti per esecuzioni future, fece successivamente delle modifiche per quattro solisti più coro e orchestra, per coro e orchestra, per coro e pianoforte e per violino solista e orchestra. Wood presentò in anteprima la versione orchestrale nel febbraio del 1940. L'orchestra è composta da due flauti (2° anche ottavino), oboe, corno inglese, due clarinetti, due fagotti, quattro corni, due trombe, tre tromboni, tuba, timpani, percussioni, arpa e strumenti ad arco.
Vaughan Williams diresse un'esecuzione della versione originale della Serenata durante i concerti inaugurali della nuova Royal Festival Hall nel 1951. L'orchestra era la Filarmonica di Liverpool e cantavano undici dei sedici solisti originali; Ena Mitchell sostituì la Turner, Gladys Ripley sostituì la Balfour e William Herbert, Richard Lewis e Stephen Manton sostituirono Titterton, Widdop e Jones. La performance fu e pubblicata su CD.
Per l'apertura della Avery Fisher Hall, New York, il 23 settembre 1962, Leonard Bernstein diresse la New York Philharmonic, nel suo programma era compresa Serenade to Music. I solisti erano Adele Addison, Lucine Amara, Eileen Farrell, Lili Chookasian, Jennie Tourel, Shirley Verrett-Carter, Charles Bressler, Richard Tucker, Jon Vickers, George London, Ezio Flagello e Donald Bell. La performance è stata registrata dal vivo ed è stata pubblicata su CD dalla Sony Classical.

## Testo
Nell'ambientare il testo di Shakespeare, Vaughan Williams seguì l'ordine delle parole, ma tagliò parole, frasi e intere righe e ripeté alla fine undici parole dalla terza e quarta riga, producendo il seguente testo. Le iniziali segnano i passaggi solisti dei cantanti; i passaggi del gruppo sono indicati in corsivo:
Si può trovare una traduzione italiana del testo cliccando qui.
How sweet the moonlight sleeps upon this bank!

Here will we sit and let the sounds of music

Creep in our ears: soft stillness and the night

Become the touches IB of sweet harmony.

HN Look how the floor of heaven

Is thick inlaid with patines of bright gold:

FT There's not the smallest orb that thou behold'st

But in his motion like an angel sings,

WW Still quiring to the young-eyed cherubins;

Such harmony is in immortal souls;

PJ But whilst this muddy vesture of decay

Doth grossly close it in, we cannot hear it.

SA Come, ho! and wake Diana with a hymn!

With sweetest touches pierce your mistress' ear,

And draw her home with music.

ES I am never merry when I hear sweet music.

RE The reason is, your spirits are attentive –

HW The man that hath no music in himself,

RH Nor is not mov'd with concord of sweet sounds,

RE Is fit for treasons, stratagems and spoils;

NA The motions of his spirit are dull as night

And his affections dark as Erebus:

Let no such man be trusted. MBr Music! hark!

It is your music of the house.

AD Methinks it sounds much sweeter than by day.

MJ Silence bestows that virtue on it

ET How many things by season season'd are

To their right praise and true perfection!

MBa Peace, ho! the moon sleeps with Endymion

And would not be awak'd. Soft stillness and the night

Become the touches IB of sweet harmony.

## Incisioni
Le registrazioni della versione originale, per sedici cantanti e orchestra, sono dirette da Sir Henry Wood (1938), dal compositore (1951), Sir Adrian Boult (1969), Matthew Best (1990) e Sir Roger Norrington (1997). Nella tabella seguente, ogni riga mostra il cantante originale, seguito da quelli che eseguono la stessa parte nelle registrazioni successive.
| Henry Wood          | Compositore                  | Adrian Boult        | Matthew Best              | Roger Norrington      |
| 1938                | 1951                         | 1969                | 1990                      | 1997                  |
| ------------------- | ---------------------------- | ------------------- | ------------------------- | --------------------- |
| Isobel Baillie      | Isobel Baillie               | Norma Burrowes      | Amanda Roocroft           | Felicity Lott         |
| Lilian Stiles-Allen | Lilian Stiles-Allen          | Sheila Armstrong    | Anne Dawson               | Lisa Milne            |
| Elsie Suddaby       | Elsie Suddaby                | Susan Longfield     | Linda Kitchen             | Rosa Mannion          |
| Eva Turner          | Ena Mitchell                 | Marie Hayward       | Elizabeth Connell         | Yvonne Kenny          |
| Muriel Brunskill    | Muriel Brunskill             | Gloria Jennings     | Sarah Walker              | Catherine Wyn-Rogers  |
| Astra Desmond       | Astra Desmond                | Shirley Minty       | Jean Rigby                | Ann Murray            |
| Mary Jarred         | Mary Jarred                  | Meriel Dickinson    | Diana Montague            | Diana Montague        |
| Margaret Balfour    | Gladys Ripley                | Alfreda Hodgson     | Catherine Wyn-Rogers      | Della Jones           |
| Heddle Nash         | Heddle Nash                  | Bernard Dickerson   | John Mark Ainsley         | Toby Spence           |
| Frank Titterton     | William Herbert              | Wynford Evans       | Martyn Hill               | John Mark Ainsley     |
| Walter Widdop       | Richard Lewis                | Kenneth Bowen       | Arthur Davies             | Anthony Rolfe Johnson |
| Parry Jones         | Stephen Manton               | Ian Partridge       | Maldwyn Davies            | Timothy Robinson      |
| Harold Williams     | Harold Williams              | Christopher Keyte   | Gwynne Howell             | Stephen Roberts       |
| Roy Henderson       | Roy Henderson                | John Noble          | Thomas Allen              | Christopher Maltman   |
| Robert Easton       | Robert Easton                | John Carol Case     | Alan Opie                 | Michael George        |
| Norman Allin        | Norman Allin                 | Richard Angas       | John Connell              | Robert Lloyd          |
| BBC Symphony        | Royal Liverpool Philharmonic | London Philharmonic | English Chamber Orchestra | London Philharmonic   |

La versione interamente orchestrale è stata registrata dalla Filarmonica di Londra con Vernon Handley e la Northern Sinfonia of England con Richard Hickox.

## Nella cultura di massa
Serenade to Music figura in primo piano in No Distance Left to Run, un film documentario del 2010 sulla band rock britannica Blur. Nel film compare anche The Lark Ascending di Vaughan Williams. Il titolo del film è anche quello del brano musicale omonimo della band uscito nel 1999.